# Hampstead (Maryland)
Hampstead é uma cidade  localizada no estado americano de Maryland, no Condado de Baltimore e Condado de Carroll.

## Demografia
Segundo o censo americano de 2000, a sua população era de 5060 habitantes.
Em 2006, foi estimada uma população de 5480, um aumento de 420 (8.3%).

## Geografia
De acordo com o United States Census Bureau tem uma área de
6,9 km², dos quais 6,9 km² cobertos por terra e 0,0 km² cobertos por água. Hampstead localiza-se a aproximadamente 278 m acima do nível do mar.

## Localidades na vizinhança
O diagrama seguinte representa as localidades num raio de 24 km ao redor de Hampstead.